# Епархия Тиларана — Либерии

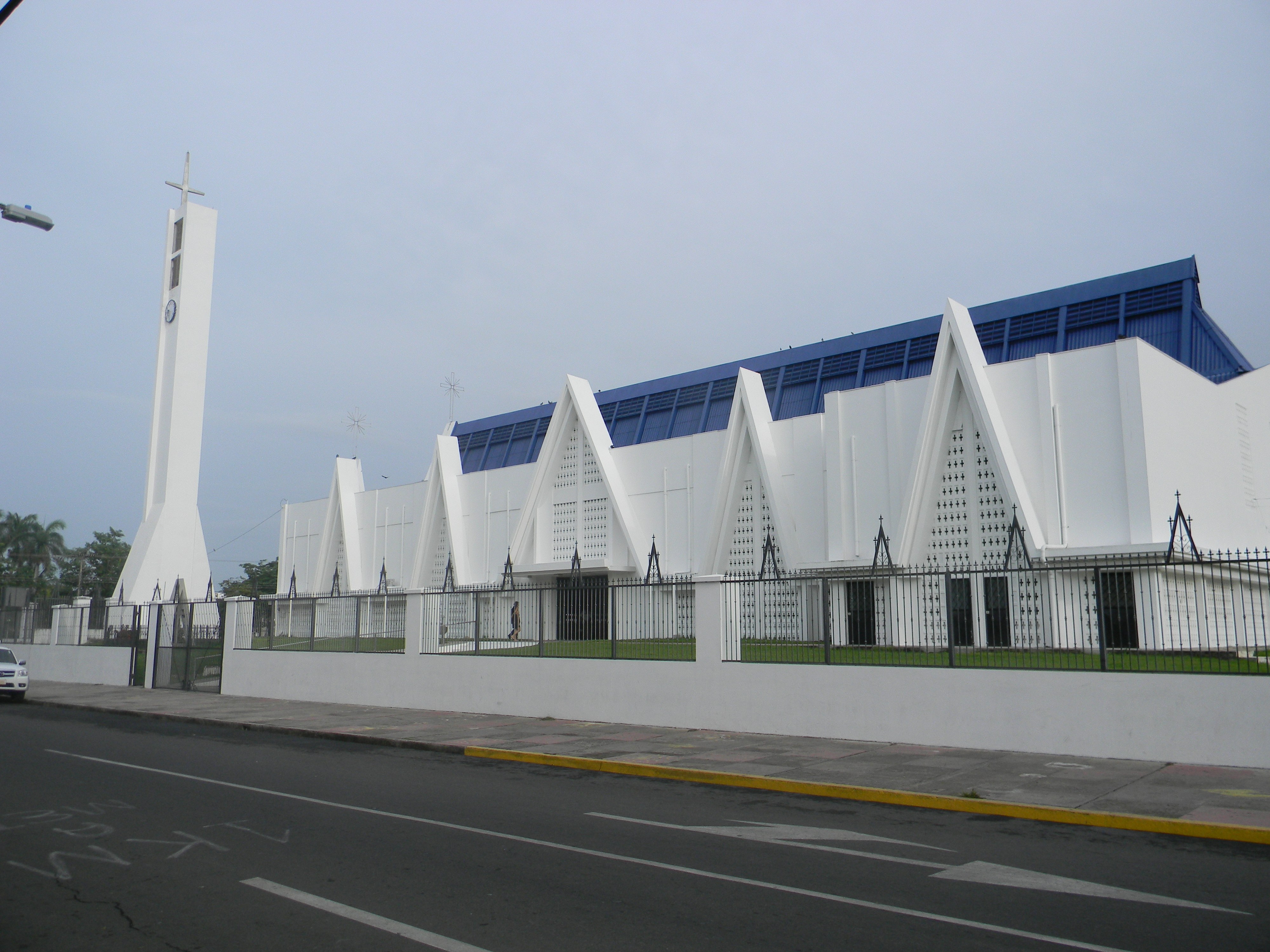
Сокафедральный собор Либерии

Епархия Тиларана — Либерии (лат. Dioecesis Tilaranensis-Liberiana) — епархия Римско-Католической церкви с центром в городе Тиларан, Коста-Рика. Епархия Тиларана — Либерии входит в митрополию Сан-Хосе де Коста-Рики. Епархия Тиларана — Либерии распространяет свою юрисдикцию на коста-риканскую провинцию Гуанакасте и кантон Упала провинции Алахуэла. Кафедральным собором епархии Тиларана — Либерии является церковь Святого Антония в городе Тиларан. В городе Либерия находится сокафедральный собор Непорочного Зачатия Пресвятой Девы Марии.

## История
22 июля 1961 года Римский папа Иоанн XXIII издал буллу «Qui aeque», которой учредил епархию Тиларана, выделив её из епархии Алахуэлы. Оригинальное латинское название епархии, Pluviensis, происходит от значения названия города Тиларан: «место, где часто идёт дождь».
25 июля 1995 года и 17 апреля 1998 года епархия Тиларана уступила часть своей территории в пользу возведения соответственно епархий Сьюдад-Кесады и Пунтаренаса.
12 июня 2010 года была открыта новая епархиальная курия в городе Либерия.
18 декабря 2010 года епархия Тиларана получила своё нынешнее название.

## Ординарии епархии
- епископ Роман Аррьета-Вильялобос (12.08.1961 — 2.07.1979) — назначен архиепископом Сан-Хосе де Коста-Рики;
- епископ Эктор Морера-Веха (4.12.1979 — 13.07.2002);
- епископ Витторино Джирарди, M.C.C.I.[1] (13.07.2002 — 6.2.2016).
- епископ Мануэль Эухеньо Саласар-Мора (6.2.2016 — по настоящее время).

## Источник
- Annuario Pontificio, Libreria Editrice Vaticana, Città del Vaticano, 2003, ISBN 88-209-7422-3
- Булла Qui aeque, AAS 54 (1962), стр. 422 (лат.)